# Andrena grandilabris
Andrena grandilabris är en biart som beskrevs av Pérez 1903. Andrena grandilabris ingår i släktet sandbin, och familjen grävbin. Inga underarter finns listade i Catalogue of Life.